# 消毒

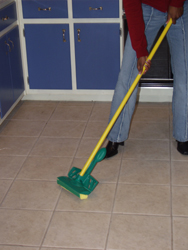
消毒地板的情況

消毒（英語：disinfection）是利用化學品或其他方法消滅大部份微生物，使常見的致病細菌數目減少到安全的水平。然而，與滅菌（sterilization）相比，部份细菌、孢子、病毒、結核桿菌及真菌等都可能沒有消滅。
消毒劑通常用於日常生活所接觸的事物，如地板、餐具，在醫療上則只可用於一些體外的工具（如醫療溫度計）。
消毒的方式一般可使用酒精、甲醛、氨水、漂白水、环氧乙烷、碘液等常用消毒剂进行喷洒擦拭乃至清洗，甚至简单的沸水浸洗和蒸煮，也有使用紫外光照射進行消毒等。

## 消毒與外科手術
消毒方法對外科手術而言十分重要，可大幅減低外科手術的死亡率，但消毒方法在取得醫學界廣泛认同、推广的过程當中，卻遇上前所未有的困难。
儘管十九世紀被人稱為「科學大發現」的世紀，但直到十九世紀中葉，醫學界對傳染病學依然毫無認識，許多醫生都沒有意識到消毒的必要性，而當時一個外科醫生為病人進行手術期間，穿着滿是血污的手術衣，竟然不是被視為不衛生，反而讓人覺得該醫生擁有豐富的外科手術經驗。

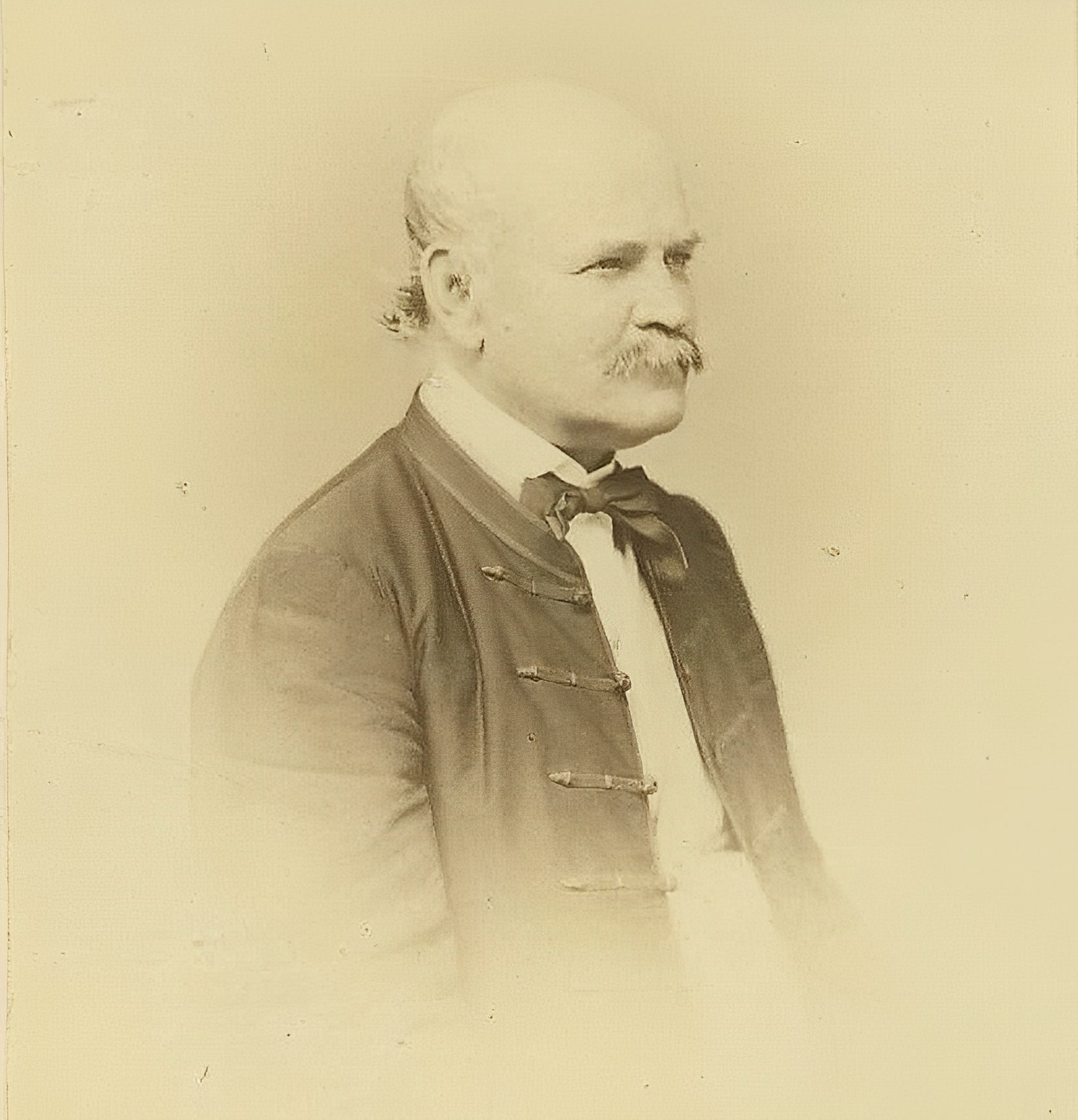
推行消毒方法的先驅，匈牙利醫生伊格納茲.塞麥爾維斯（Dr. Ignaz Semmelweis）

匈牙利裔產科醫生伊格納茲.塞麥爾維斯（Dr. Ignaz Semmelweis）一般被視為推行消毒方法的先驅，他在維也納總醫院工作期間，要求醫生在接生前必須用漂白粉仔細洗手，最後效果顯著，醫院內產褥熱的個案急劇減少。
不過當時「自然發生說」在醫學界十分盛行，認為有機物的腐壞是自然發生，污水能生蚊虫，垃圾能生虫蚁，粪便能生蛆蝇；中国古代也有「腐草生萤」的说法，从亚里士多德到牛顿的许多权威哲学家和科学家都深信不疑，當時醫學界仍未廣泛接受傳染病是由微生物導致的理論。另一方面，塞麥爾維斯是個文筆不佳，不善言詞、不喜與人交際的人，甚至連匈牙利母語都說得不流利，也未積極地把觀察結果發表於醫學期刊，亦缺乏一套標準程序的實驗手段，以證明自己的消毒理論。因此醫學界仍是依然故我，不願接受塞麥爾維斯手術前「洗手」的建議。

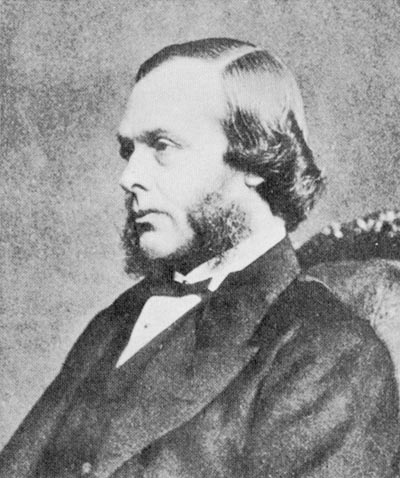
外科消毒方法推廣之父，英國醫生約瑟夫·李斯特（Joseph Lister, 1st Baron Lister）

真正將消毒方法發揚光大的，是英國外科醫生約瑟夫·李斯特（Joseph Lister, 1st Baron Lister）。當法国著名微生物学家路易．巴斯德（Louis Pasteur）在1864年4月7日，透过鹅颈烧瓶实验（swan neck duct experiment）证实生物只能由繁殖而来，不能自然发生時，為李斯特的設想提供了理論上的依據。
因此在公元1865年，李斯特在格拉斯哥大學（The University of Glasgow）作為醫學外科教授的時候，他首先提出缺乏消毒是外科手術後發生感染的主要原因。當年8月12日，他為一位斷腿病人實施手術，選用石炭酸作為消毒劑，並實行了一系列的改進措施，包括：醫生應穿白大褂、手術器具要高溫處理、手術前醫生和護士必須洗手、病人的傷口要在消毒後綁上繃帶等等，這位病人很快痊癒。公元1867年，他又將消毒手段應用到輸血和輸液中，降低了病人患上敗血症的機會。

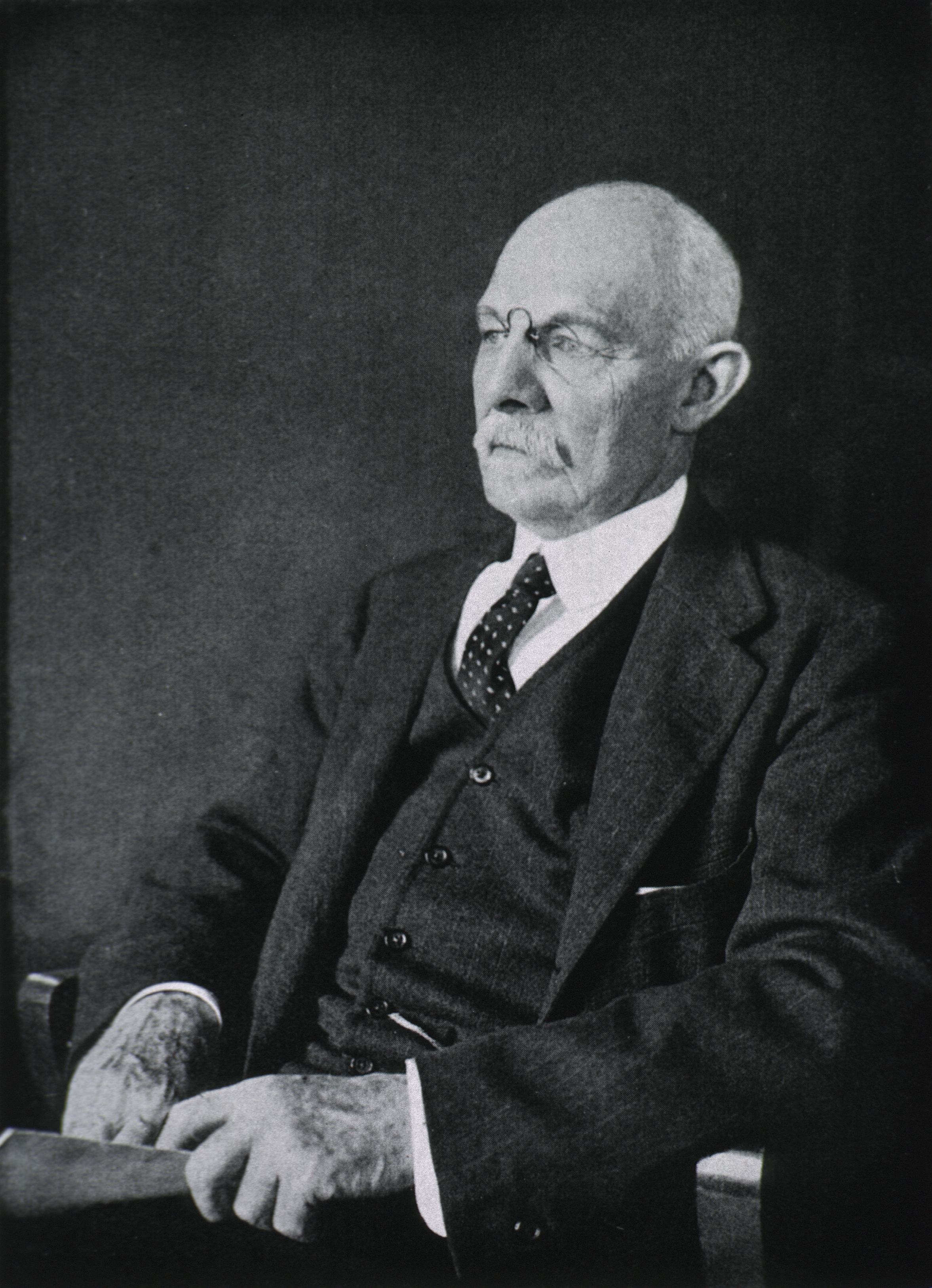
公元1890年發明橡皮外科手套的美國醫生哈斯特（W.S.Halsted）

公元1867年，李斯特在英國醫學期刊《柳叶刀》（Lancet）上正式公布了自己创造的外科消毒法，不過英国医学界对李斯特消毒法的态度同样冷淡，甚至有不少医生撰文對他进行批驳和攻击。公元1877年，李斯特返回伦敦，擔任倫敦國王學院醫院外科教授，又受到修女们的激烈围攻。修女们的观念是，人的生死是由上帝主宰。李斯特和他大力推廣的消毒方法，其實是違反上帝旨意，离经叛道的「恶魔」。这些保守落后的观念，使消毒方法这一创举长期未能大幅推广。直到19世纪90年代，歐洲的外科医生们还常稱：「快关门，别让李斯特的微生物进来！」李斯特對此不作答辩，並继续改进自己的方法。

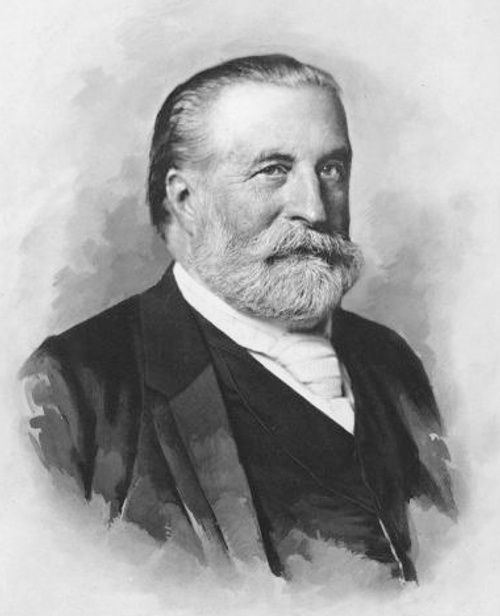
公元1886年發明蒸汽消毒手术器械和敷料的德國醫生伯格曼（Ernt von Bergmann）

在德国，「李斯特外科消毒法」在《柳叶刀》上公布后不久，就被几位外科医生试用。公元1868年，当巴蒂尔本（Adolf von Bardelben （页面存档备份，存于），1819年至1895年）醫生主持柏林医院外科工作的时候，他曾因化脓和感染引致的死亡率太高，产生过关闭外科病房的念头。当他得知李斯特外科消毒法后，就派助手舒尔茨（Wilhelm Schultze）到伦敦进行实地考察和学习；回国后，在柏林医学会会议上向德国外科学界的知名人士作了详细的介绍，称颂李斯特消毒法，促使消毒方法在德国推广。
公元1870年，普法战争爆发，由於德軍对李斯特消毒法仍然缺乏经验，大部分战地医院缺乏石炭酸，创伤死亡率仍高达25％，截肢死亡率达一半；但也有一二个战地医院严格施行李斯特消毒法，创伤和截肢死亡率都大大低于其它战地医院。
李斯特外科消毒法在实践中不断完善。公元1886年，德国伯格曼（Ernt von Bergmann （页面存档备份，存于），1836年至1907年）首先采用了热蒸汽消毒手术器械和敷料。另一方面，美国的哈斯特（W.S.Halsted （页面存档备份，存于），1852年至1922年）於公元1890年发明了橡皮外科手套，从而消除了外科手术中最重要的感染源頭。原先李斯特使用的石炭酸对人体有刺激、腐蚀的作用，而且毒性頗大，並不是理想的消毒劑，因此也被75%酒精取代，這一系列改進最終形成现代消毒法。外科手術從此成為了一種有效、安全的治療手段。